# Домела Ньивенхёйс, Фердинанд
Фердинанд Домела Ньивенхёйс (нидерл. Ferdinand Domela Nieuwenhuis; 31 декабря 1846, Амстердам — 18 ноября 1919, Хилверсюм, Северная Голландия) — видный деятель голландского рабочего движения, один из первых нидерландских социалистов и пропагандистов марксизма. С 1890-х годов — анархист. Депутат голландского парламента (1888—1891).

## Биография

### Потомственный проповедник
Фердинанд родился в семье проповедника Фердинанда Якоба Домела Ньивенхёйса и его жены Хенриэтты Франсес Беррей. Он изучал теологию, служил евангелистско-лютеранским пастором в Харлингене, где, приступив к изучению социальных вопросов и проблем неимущих прихожан, организовал социалистическую группу, поддерживал рабочих, пытавшихся бастовать, и начал писать статьи о положении трудящихся. В связи с Франко-прусской войной создал филиал Союза за мир, написал несколько статей о движении за мир.
В 1875 году продолжил свои изыскания, отправившись в Германию. После возвращения в конце 1870-х годов стал атеистом (по другим трактовкам, пантеистом) и порвал с церковью. На его решении отразились и личные трагедии — он был четырежды женат, и трое первых жён скончались при родах, что заставило его усомниться в существовании всемогущего Бога, — а уже работы либеральных богословов, таких как Эрнест Ренан и Давид Фридрих Штраус, укрепили его отход от религиозных догм.

### У истоков социалистического движения
В 1878 в Амстердаме основал и стал лидером Социал-демократической лиги (Социал-демократического объединения, Sociaal-Democratische Bond, SDB), положившего начало организованному социалистическому движению в Нидерландах. В 1882—1887 годах — секретарь Социал-демократической лиги, активно боролся за принятие закона о всеобщем избирательном праве. Также начал выпускать первый печатный орган голландских социалистов — газету «Рехт вор аллен» («Recht voor Allen»).
Переписывался с К. Марксом и Ф. Энгельсом. В 1882 опубликовал книгу «Карл Маркс. Капитал и труд» («Karl Marx: kapitaal en arbeid»), представляющую собой краткое популярное изложение на голландском языке 1-го тома «Капитала» Маркса.
В 1887 был приговорен к году тюремного заключения за оскорбление короля Нидерландов Виллема III в газетной статье.
В 1888—1891 избирался в парламент страны депутатом нижней палаты Генеральных штатов, стал первым депутатом-социалистом. В 1891 году, разочаровавшись в буржуазном парламентаризме, сложил депутатские полномочия.
С 1889 до 1896 возглавлял голландскую делегацию на конгрессах Второго интернационала.

### Анархист во Втором интернационале
В 1890-х гг. перешëл на позиции анархизма, в частности, анархо-коммунизма. Из-за радикализации партии власти запрещают её в 1893 году. Домела Ньивенхёйс повëл за собой некоторую часть Социал-демократической лиги, остальные во главе с «двенадцатью апостолами» Питера Йеллеса Трульстры в 1894 году учредили новую партию — Социал-демократическую рабочую партию Нидерландов (Sociaal Democratisch Arbeiders Partij). После откола «парламентаристов» СДЛ переименовывается в Социалистическую лигу. Впрочем, в 1896 году лигу покидает и радикальное крыло во главе с Домелой Ньивенхёйсом, после чего партия постепенно распадается
По его инициативе большинство голландских анархистов поддержали движение анархо-коммунизма. Став анархо-коммунистом, на конгрессах Второго Интернационала в 1891 и 1893 предлагал вместо повседневной борьбы против милитаризма ответить на объявление войны буржуазным правительствами всеобщей стачкой; выступал против использования пролетариатом парламентской трибуны, против партийной дисциплины и др.
В 1896 Лондонский конгресс исключил его, вслед за другими анархистами, из Второго Интернационала. Не понимают его и будущие синдикалисты из Национального секретариата труда, объединявшего рабочих активистов: наряду с парламентскими социалистами, оттуда были изгнаны и анархисты.
В 1898 году, полностью сосредоточившись на публицистической деятельности, основал анархистский журнал «De Vrije Socialist» («Свободный социалист», выходил под различными наименованиями до 1993).

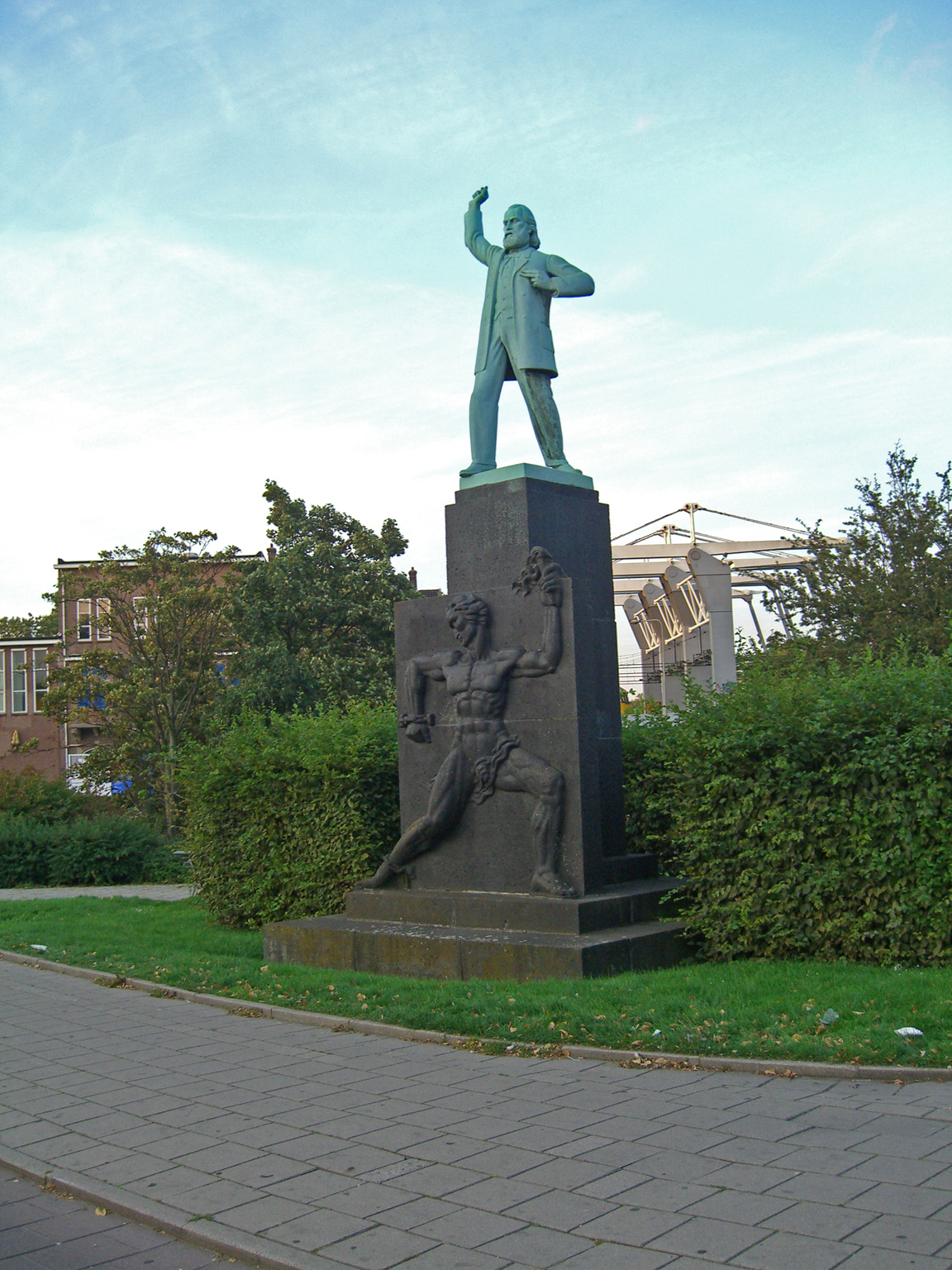
Памятник Ф. Д. Ньивенхёйсу в Амстердаме

### Антимилитарист. Поздние годы
Он находит новое поле для деятельности, став организатором и пропагандистом антимилитаристского движения. В 1900 написал «Вопрос о милитаризме», антимилитаристское обращение к Парижскому международному революционному конгрессу, в котором призывал:

«Преградить революцией дорогу двигающимся войскам».
Ф. Д. Ньивенхёйс стал главным организатором международного антивоенного конгресса в Амстердаме в 1904, на котором была создана Международная антивоенная ассоциация (Association Internationale Antimilitariste), во главе которой встали представители революционного синдикализма.
В 1910 году издал мемуары под названием «Van Christen tot Anarchist» («От христианина к анархисту»).
Во время Первой мировой войны Ф. Д. Ньивенхёйс стоял на пацифистских позициях. Вопрос об отношении к войне поделил международное анархистское движение, Ф. Д. Ньивенхёйс был решительно против войны, вместе с ним такую же позицию заняли Эррико Малатеста, Эмма Гольдман, Александр Беркман, Рудольф Рокер и другие.
В 1917 году приветствовал Февральская революция в России, но не поддержал приход к власти большевиков.
Умер в 1919 году. Был одним из первых, кто был кремирован и похоронен в Вестервельде в Велзене. В его похоронной процессии приняли участие 12 тысяч человек. В Амстердаме в 1931 году ему был установлен памятник работы Йохана Полета.
Сын — Казар Домела Ньивенхёйс (1900—1992), художник, график.